# Rafał Dziadziuszko
Rafał Dziadziuszko – polski lekarz, specjalista w zakresie onkologii klinicznej oraz radiologii onkologicznej, profesor nauk medycznych.

## Życiorys
W 1994 ukończył studia na Wydziale Lekarskim Akademii Medycznej w Gdańsku. Stopień naukowy doktora otrzymał w 2003 na podstawie pracy pt. Kliniczne znaczenie występowania naczyniowo-śródbłonkowego czynnika wzrostu (VEGF) w niedrobnokomórkowym raku płuca. Stopień doktora habilitowanego uzyskał w 2010 na podstawie dorobku naukowego i rozprawy zatytułowanej Molekularne czynniki predykcyjne korzyści klinicznej leczenia inhibitorami dla naskórkowego czynnika wzrostu (EGFR) chorych na niedrobnokomórkowego raka płuca. W 2018 otrzymał tytuł profesora nauk medycznych.
Związany zawodowo z macierzystą uczelnią, przekształconą w Gdański Uniwersytet Medyczny. Kierownik Katedry i Kliniki Onkologii i Radioterapii GUMed, kierownik Pracowni Teleradioterapii UCK.
W okresie 2005–2007 przebywał na stypendium naukowym w Uniwersytecie Colorado w Denver, gdzie pracował nad czynnikami predykcyjnymi korzyści klinicznej z leczenia inhibitorami receptora dla naskórkowego czynnika wzrostu (EGFR) u chorych na raka płuca. Główny badacz lub współbadacz w prawie 70 badaniach klinicznych, głównie dotyczących niedrobnokomórkowego i drobnokomórkowego raka płuca. Skutkiem tych badań było zarejestrowanie wielu nowych leków przeciwnowotworowych. Twórca i koordynator medyczny Ośrodka oraz Centrum Badań Klinicznych Wczesnych Faz GUMed-UCK. 2013–2018 konsultant krajowy w dziedzinie radioterapii onkologicznej, obecnie (2025) członek Krajowej Rady ds. Onkologii Ministerstwa Zdrowia.

## Dorobek naukowy
Autor i współautor ponad 400 publikacji naukowych, a także podręczników. Jego prace były cytowane około 13 400 razy (2025), wskaźnik oddziaływania publikacji wynosi ponad 2000, wskaźnik Hirscha 55 (Scopus, stan na styczeń 2025).
Wieloletni redaktor i recenzent wiodących czasopism onkologicznych, m.in. Journal of Thoracic Oncology. Współautor 4 patentów, promotor 4 zakończonych i 2 realizowanych (2025) przewodów doktorskich. W 2017 laureat nagrody Heine H. Hansena w dziedzinie onkologii, w 2023 nagrody Jamesa D. Coxa za zasługi w dziedzinie radioterapii raka płuca, nagrody Europejskiej Organizacji do Badań nad Rakiem (EORTC) za najlepsze akademickie badanie kliniczne oraz wielu innych wyróżnień krajowych i zagranicznych.
Aktywny członek prestiżowych organizacji naukowych, m.in. Academia Europaea, Polskiego Towarzystwa Onkologicznego, Polskiego Towarzystwa Radioterapii Onkologicznej, Amerykańskiego Towarzystwa Onkologii Klinicznej (ASCO), Europejskiego Towarzystwa Radioterapii Onkologicznej (ESTRO), Europejskiego Towarzystwa Onkologii Klinicznej (ESMO), Europejskiego Towarzystwa do Badań nad Rakiem (EORTC) czy Międzynarodowego Stowarzyszenia do Badań nad Rakiem Płuca (IASLC).
W 2023 w czasie sesji plenarnej Kongresu Raka Płuca (World Conference on Lung Cancer 2023) uhonorowany prestiżową nagrodą im. Jamesa D. Coxa za zasługi w dziedzinie radioterapii raka płuca. Międzynarodowa komisja pod przewodnictwem prof. Andrei Bezjak z kanadyjnskiego Princess Margaret Cancer Centre nagrodziło profesora za wkład w rozwój radioterapii, szczególne osiągnięcia w badaniach klinicznych nad rakiem płuca o globalnym znaczeniu oraz udział w kształceniu z tego zakresu w kraju i za granicą.
W lutym 2025 za wybitne osiągnięcia naukowe w zakresie diagnostyki, prognostyki i leczenia nowotworu płuc otrzymał Nagrodę Naukową Miasta Gdańska im. Jana Heweliusza, nazywaną popularnie gdańskim Noblem.

## Odznaczenia i wyróżnienia
- 2003 – American Society of Clinical Oncology International Development and Education Award
- 2005 – International Union Against Cancer Translational Cancer Research Fellowship Award
- 2006 – International Association for Study of Lung Cancer Fellowship Award
- 2017 – Nagroda Heine H. Hansena
- 2019 – European Organisation for Research and Treatment of Cancer Award for EORTC best recruiting clinical trial
- 2023 – Nagroda Naukowa im. Jamesa D. Coxa
- 2025 – Nagroda Naukowa Miasta Gdańska im. Jana Heweliusza

Źródła: Oficjalny portal miasta Gdańska, Academy of Europe, UCK